# Joyce Smits
Joyce Smits (7 februari 1973) is een Nederlands voormalig topkorfbalster.
Ze speelde op het hoogste niveau korfbal bij DOS'46. Daarnaast was ze ook speelster van het Nederlands korfbalteam.

## Spelerscarrière
Smits debuteerde in 1992, op 19 jarige leeftijd in de basis van DOS'46 1, dat onder leiding stond van coach Paul Marseille.
In seizoen 1992-1993 miste DOS'46 op een haar na de kruisfinales in de veldcompetitie. Na de reguliere competitie stonden ze gelijk met AKC Blauw-Wit op de gedeelde 2e plek. Via een beslissingswedstrijd werd besloten wie zich er plaatste voor de kruisfinale. DOS'46 verloor de wedstrijd met 16-11, waardoor de ploeg als 3e eindigde. 
In de jaren die volgden bleef DOS'46 in de middenmoot van de Hoofdklasses hangen, tot seizoen 1997-1998. Gesterkt met medespelers zoals Roger Hulzebosch en Daniël Hulzebosch werd DOS'46 nipt 2e in de Hoofdklasse A in de zaal. 
In het jaar erna, seizoen 1998-1999 stond DOS'46 in de zaal in de Hoofdklasse A na de reguliere competitie gedeeld bovenaan met PKC. Via een beslissingswedstrijd werd bepaald welke ploeg zich zou plaatsen voor de zaalfinale. DOS'46 verloor de beslissingswedstrijd met 15-11, waardoor het net als in 1993 met lege handen stond.
Seizoen 1999-2000 werd een seizoen met twee gezichten voor DOS'46. In de zaalcompetitie wist de ploeg nips degradatie te voorkomen door 1 punt meer te pakken dan degradatieconcurrent HKV/Ons Eibernest. Echter draaide de ploeg wel een uitstekende veldcompetitie, door zich na de reguliere competitie zelfs te plaatsen voor de veldfinale van 2000. De veldfinale werd echter verloren met 13-12 van KV Die Haghe.

## Oranje
Smits speelde 26 officiele wedstrijden namens het Nederlands korfbalteam. Van deze 26 speelde ze er 6 op het veld en 20 in de zaal.
Zij won gouden medailles op de onderstaande internationale toernooien:
- World Games 1993
- WK 1995
- World Games 1997
- EK 1998